# Bradford Burgess
Bradford Burgess (Midlothian, 29 april 1990) is een Amerikaans voormalig basketballer en basketbalcoach.

## Carrière
Burgess speelde collegebasketbal voor de VCU Rams van 2008 tot 2012. In de zomer van 2012 speelde hij in de NBA Summer League voor de Orlando Magic. In 2012 tekende hij zijn eerste profcontract bij de Leuven Bears in de Belgische competitie als vervanger van Faisal Aden die kampte met een blessure en speelde er twee seizoenen. In 2014 tekende hij bij Orlandina Basket in de Italiaanse competitie waar hij een seizoen speelde. Voor het seizoen 2015/16 tekende hij een contract bij het Oostenrijkse UBC Güssing Knights maar eindigde het seizoen bij Falco Szombathely in de Hongaarse competitie. In 2015 werd zijn nummer 20 uit omloop gehaald door de VCU Rams.
In het seizoen 2016/17 speelde hij opnieuw in de Hongaarse competitie maar nu bij Alba Fehérvár. Begin februari 2018 tekende hij een contract bij het Nederlandse Donar en speelde er de rest van het seizoen. Hij speelde zijn laatste seizoen in 2018/19 voor Liège Basket.
In 2019 werd hij aangenomen door de Oklahoma City Thunder als performance analyst. In januari 2021 werd hij assistent-coach onder Grant Gibbs bij de Oklahoma City Blue. In oktober 2021 tekende hij bij de Chicago Bulls als player development coordinator. In mei 2023 keerde hij terug naar de VCU Rams en werd er Director of student-athlete development. In 2025 werd hij gepromoveerd tot Director of recruiting.

## Erelijst
- Hongaars bekerwinnaar: 2017
- Nederlands landskampioen: 2018
- Nummer 20 teruggetrokken door de VCU Rams